# Katrin Schusters
Katrin Schusters (* 4. August 1997 in Düsseldorf) ist eine deutsche Leichtathletin in der Disziplin Gehen.

## Sportliche Laufbahn
Katrin Schusters startete ihre Karriere als Leichtathletin in mehreren Laufdisziplinen. In der Jugend spezialisierte sie sich auf die Halbmarathon-Distanz. Mit 1:36:58 h erreichte sie am 26. November 2016 mit 19 Jahren am Baldeneysee in Essen ihre persönliche Bestleistung. Sie belegte damit in der Deutschen Bestenliste 2016 der höheren Altersklasse der Juniorinnen U23 den  30. Platz.
2017 begann Schusters mit dem Gehen. Bereits im folgenden Jahr nahm sie erfolgreich an Wettkämpfen teil. An den Deutschen Meisterschaften im April 2018 in Naumburg (Saale) nahm sie gemeinsam mit ihrem jüngeren Bruder Timo teil. Schusters belegte im 20-km-Gehen der Altersklasse der Juniorinnen U23 den vierten Platz.
In der Hallensaison 2019 wurde Schusters bei den NRW-Hallenmeisterschaften im 3000-Meter-Bahngehen NRW-Meisterin. Bei den Deutschen Meisterschaften im April 2019 in Naumburg (Saale) startete sie wieder gemeinsam mit ihrem Bruder im 20-km-Gehen. Sie erreichte in der Altersklasse der Juniorinnen U23 den fünften Platz und steigerte ihre bisherige Bestleistung um mehr als drei Minuten. Bei den Deutschen Meisterschaften in Beeskow im 5000-Meter-Bahngehen belegte sie im August 2019 in der Altersklasse der Juniorinnen U23 den zweiten Platz. 
Schusters trat von Januar 2019 bis Dezember 2020 für den Verein Alemannia Aachen an. In der LVN-Region Süd-West hält Schusters alle Einzel-Regionsrekorde im Gehen: 5000-Meter-Bahngehen, 5-km-Gehen, 10.000-Meter-Bahngehen, 10-km-Gehen, 20.000-Meter-Bahngehen und 20-km-Gehen. Auch ihr jüngerer Bruder Timo hält einen Regionsrekord in der MJU20 im 5-km-Gehen. Seit Beginn des Jahres 2021 startet Schusters für den Polizei SV Berlin. 
Bei den Deutschen Meisterschaften im April 2022 in Frankfurt am Main wurde Schusters in 3:14:57 h Zweite und somit Deutsche Vizemeisterin über die 35-km-Distanz. Vor den Europameisterschaften stellte sie bei einem Wettkampf im 20-km-Gehen in Tilburg eine neue persönliche Bestzeit auf.
Schusters gelang es als Zweitplatzierte deutsche Athletin im Ranking des Europäischen Leichtathletikverbandes (EAA) sich einen Startplatz für die Europameisterschaften 2022 in München zu sichern. Bei den Europameisterschaften belegte sie im 35-km-Gehen in einer Zeit von 3:18:38 h den 17. Platz. Sechs Wochen nach den Europameisterschaften stellte sich Schusters erneut der 35-km-Distanz im niederländischen Tilburg. Hierbei erreichte Schusters in 3:14:25 h eine neue persönliche Bestleistung.
Die Deutschen Meisterschaften 2023 im Straßengehen fanden am 15. April 2023 in Erfurt statt. Schusters belegte im 35-km-Gehen den zweiten Platz.
Darüber hinaus ist Schusters beim SSV Düsseldorf-Knittkuhl Übungsleiterin für die Kinder-Leichtathletik.

## Berufsweg
Schusters studierte an der Bergischen Universität Wuppertal die Fächer Deutsch, Biologie und Geographie für das Lehramt an Gymnasien und Gesamtschulen.
Ab November 2021 arbeitete Schusters als Studienreferendarin am Gymnasium Koblenzer Straße in Düsseldorf-Urdenbach. Das Gymnasium verfügt über einen Sportzweig und unterstützt ihre sportliche Karriere. Seit Mai 2023 arbeitet Schusters als Studienrätin am Adam-Josef-Cüppers-Berufskolleg in Ratingen.

## Persönliche Bestzeiten
- 10-km-Gehen: 51:50 min., 6. März 2022 in  Rotterdam
- 20-km-Gehen: 1:48:04 h, 12. Juni 2022 in  Tilburg
- 35-km-Gehen: 3:14:25 h, 2. Oktober 2022 in  Tilburg
- Halbmarathon: 1:36:58 h, 26. November 2016 in  Essen